# Francis van Aarsens

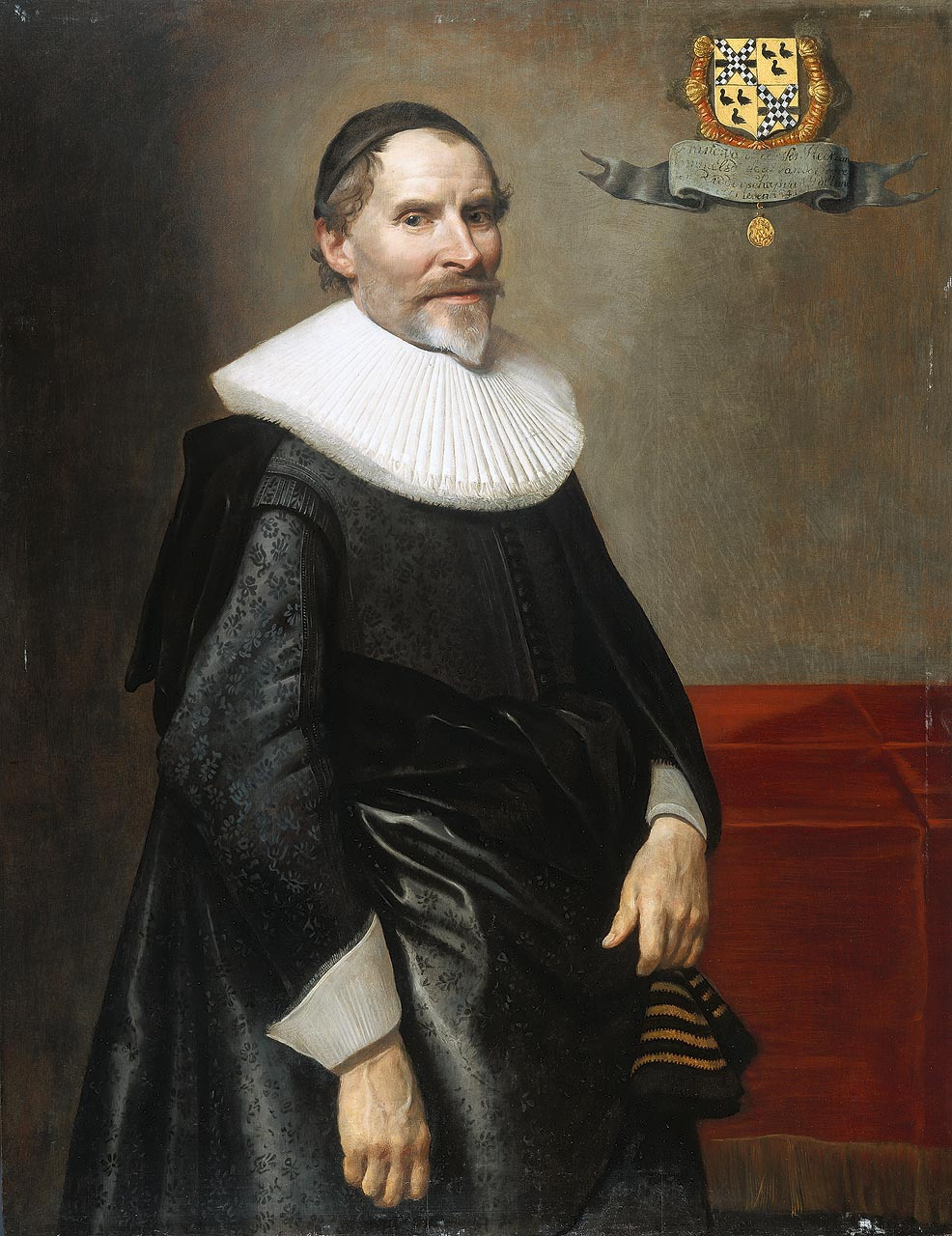
François van Aerssen por Michiel Jansz. van Mierevelt

Baron Francis van Aerssen (Bruselas, 27 de septiembre de 1572 - La Haya, 27 de diciembre de 1641 fue un diplomático neerlandés que tomó parte en Francia de las negociaciones que acabaron con la tregua de doce años entre España y las Provincias Unidas. Fue embajador en Francia y en Inglaterra y escribió unas interesantes Memorias.
El cardenal Richelieu afirmaba que solo conoció tres políticos de valía que fueron Oxenstierna, canciller de Suecia, Viscardi, canciller de Monferrato y Francisco van Aarsens.
Un nieto de Francisco van Arsens escribió en 1655 un interesante libro impreso en la capital de Francia titulado Viaje por España.